# Leahy-Smith America Invents Act
Le Leahy–Smith America Invents Act (AIA) est une loi fédérale des États-unis qui a été adoptée par le Congrès et a été signée par le président Barack Obama , le 16 septembre 2011. La loi représente le changement le plus significatif pour le système des brevets américain depuis 1952, et ressemble fortement à la législation proposée antérieurement par le Sénat lors de sa session précédente (Patent Reform Act de 2009).

## Dispositions

### Le premier à déposer et période de grâce

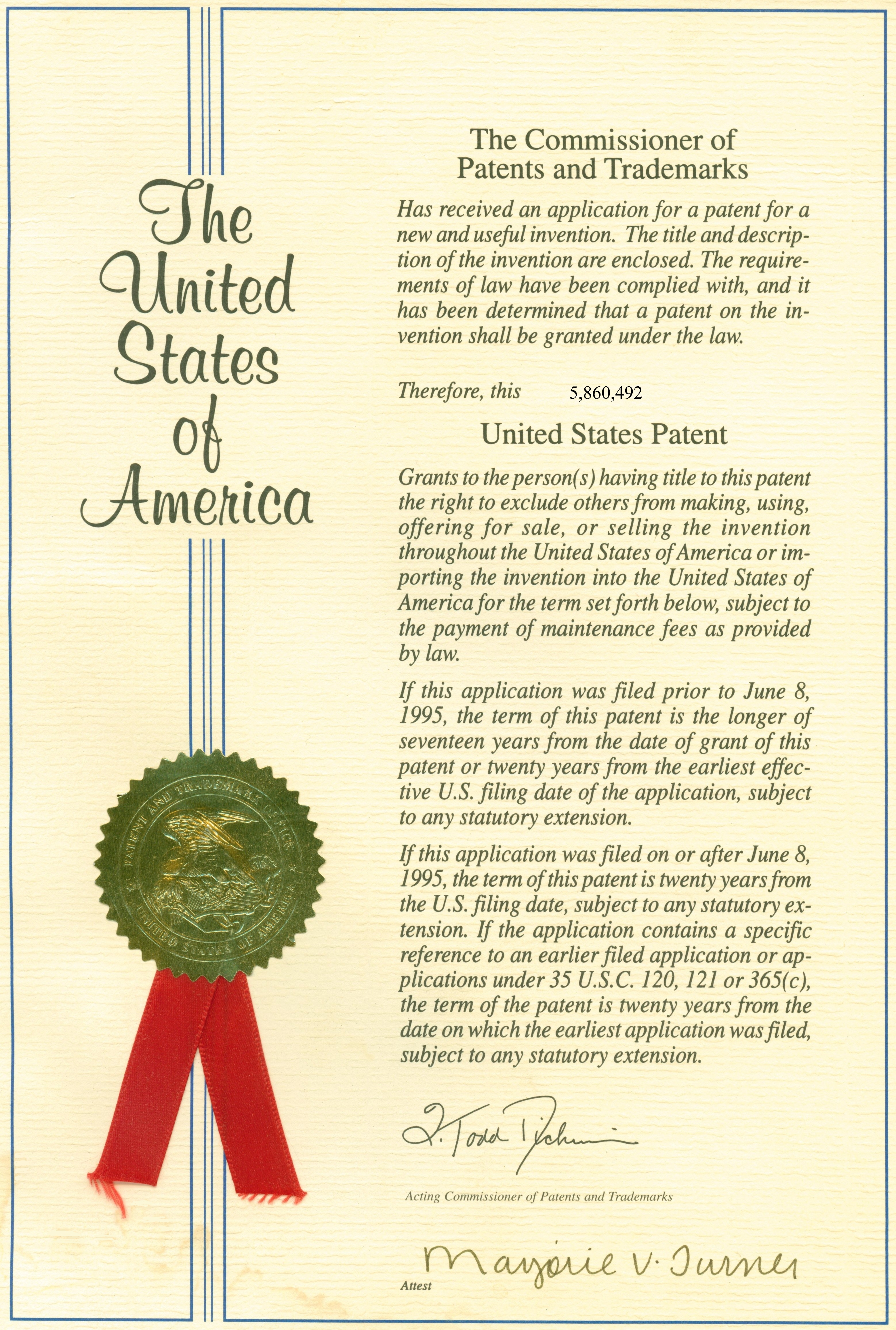
Un brevet Américain

La loi change le droit américain des brevets de "premier inventeur" dans la version antérieure à un système de brevets de "premier inventeur à déposer" pour les demandes déposées à compter du 16 mars 2013. La loi a également étendu la définition de l' état de la technique utilisée dans la détermination de la brevetabilité. Les actions et l'état de la technique qui exclut de la brevetabilité en vertu de "l'Act" comprennent  les utilisations publiques, la vente, les publications, et d'autres informations à la disposition du public partout dans le monde à compter de la date de dépôt, autres que les publications de l' inventeur dans un délai d'une année de dépôt ("période de grâce sous conditions de publication" de l'inventeur), même un tiers dépose ou non également une demande de brevet. De plus, la loi a notamment élargi l'état de la technique de manière à inclure les offres de vente et d'usage public. Les demandeurs qui ne publient pas leur invention avant le dépôt ne reçoivent aucun délai de grâce.
La procédure devant l'Office Américain des Brevets pour régler les problèmes de priorité au sujet d'inventeurs déposant quasi-simultanément chacun d'eux une demande pour la même invention ("procédure d'interférence") ont été éliminés, car la priorité selon "l'Act" est déterminé en fonction de la date de dépôt. Une procédure administrative - appelée procédure de “dérivation”, semblable à celle qui est actuellement utilisée dans certaines procédure d'interférences -, est fournie afin de s'assurer que la première personne à déposer la demande est en fait un inventeur d'origine, et que le dépôt ne dérive pas d'un autre inventeur.
L'AIA se réfère au nouveau régime du "Premier Inventeur à Déposer FITF)". Ce nouveau régime fonctionne différemment du régime "Premier inventeur" (FTI) précédemment en vigueur aux États-Unis et des différents régimes "Premier Inventeur à Déposer" (FTF) valables dans le reste du monde. Différents résultats peuvent se produire dans chacun de ces trois régimes différents, en fonction de la manière dont les deux inventeurs ont publié et / ou ont déposé leurs demandes de brevet.

### Les procédures d'Opposition
"L'Act" a révisé et élargi les procédures d'opposition après délivrance. "L'Act" conserve les "réexamens ex parte" existant ; a ajouté les observations de tiers avant délivrance ; a élargi le réexamen inter partes, qui a été rebaptisé examen inter partes ; et a ajouté l'examen après déliverance.

### Des modifications supplémentaires
L'America Invents Act inclut les modifications suivantes :
- La stratégie des taxes des inventions : Toute stratégie visant à réduire, à éviter ou à reporter les taxes à payer, connues ou inconnues à l'époque de l'invention ou de la demande de brevet, est jugée insuffisante pour distinguer une invention de l'état de la technique.
- Faux marquage : La Loi a permis d'éliminer les poursuites liées les faux marquage, à moins qu'il soit déposé par le gouvernement des États-Unis ou un concurrent qui peut prouver un préjudice concurrentiel. En conséquence, le marquage d'un produit breveté qui autrefois couvrait le produit, mais qui a expiré depuis, n'est plus une infraction.
Également en 2011, les États-unis de la Cour d'Appel pour le Circuit Fédéral a précisé les normes de plaidoyer de Revendication Faux Marché de Brevets, qui était devenu une source prolifique de litige, en fournissant à un standard une plainte  de faux marché de brevets qui doit fournir quelques indications objectives pour raisonnablement déduire que l'accusé était conscient que le brevet a expiré[3].
- Dépôt par une personne autre que l'inventeur : Une entité peut présenter une demande au nom d'un inventeur qui a attribué ou est dans l'obligation d'attribuer les droits de l'invention à l'entité (ou alors si l'entité a intérêt financier dans l'invention), sans demander la réalisation par l'inventeur du dépôt. Cependant, toute demande de brevet déposée appartient à l'inventeur en l'absence d'une déclaration écrite de l'inventeur ou d'un ensemble d'inventeurs à l'entité.
- Meilleur mode : Même s'il est toujours nécessaire pour un inventeur d'« exposer » le meilleur mode pour la réalisation de l'invention, l'omission de divulguer un meilleur mode n'est pas une base pour annuler le brevet délivré, ou pour rejeter une demande[4]. La loi formellement conserve le critère de « meilleur mode », mais puisqu'une insuffisance de la divulgation n'est plus une défense autorisée contre la contrefaçon de brevet, la loi rend le « meilleur mode » inapplicable. En conséquence, des interrogations de nombreux avocats en brevets se posent concernant la raison du maintien de cette exigence[5].
- Les droits des utilisateurs antérieurs de la défense : Si une personne ou une entité commence à utiliser une invention (« l'utilisateur ») plus d'un an avant qu'un inventeur ultérieur dépose une demande de brevet pour la même invention, l'utilisateur aura le droit de continuer à utiliser l'invention de la même manière après la délivrance du brevet de l'inventeur ultérieur, à condition que l'utilisateur ne dérive pas de l'invention de l'inventeur ultérieur. Ces droits d'utilisateurs antérieurs sont d'une portée et d'une capacité de transfert limitées, et ont limité la capacité de dépôt de brevets détenue par les universités.
- Micro-entité : L'AIA ajoute un statut de micro-entité. Une micro-entité comprend un inventeur indépendant avec des revenus bruts sur l'année civile précédente de moins de 3 fois la médiane nationale du revenu d'un ménage, qui a déjà déposé plus de quatre demandes de brevet non provisoires, en ne comptant pas celles  pour lesquelles l'inventeur est obligé de les attribuer à un employeur. Une micro-entité inclut également une université ou un inventeur dans l'obligation d'attribuer l'invention à une université. Une micro-entité a le droit à une réduction de 75 % dans de nombreuses taxes concernant le brevet payables à l'Office Américain des Brevets au cours de l'examen d'une demande de brevet américain. L'office des brevets attend l'élaboration des règlements pour identifier les taxes qui seront admissibles à la réduction et pour qualifier les inventeurs en tant qu'une micro-entité[6].
- Ventes Confidentielles : L'AIA a éliminé la règle valable de longue date de confidentialité disposant que les ventes de produits confidentielles contenant de la technologie brevetée marquent le début de la période de 1 an pour déposer un brevet[7]. L'Office des Brevets a publié des directives relatives à l'examen indiquant que le secret des ventes ne marque pas le démarrage de ladite année[8]. Il est probable que la question sera finalement résolu devant les tribunaux.

Les économies à partir d'une petite entité (avant l'AIA,  selon la surcharge de 15 % pour les taxes et les inclusions pour les petites entités), à une micro-entité (après l'AIA) :
| Type de taxe de l'USPTO* | Avant  | Après  | Différence |
| ------------------------ | ------ | ------ | ---------- |
| Taxe Basique             | $165   | $70    | $95        |
| Taxe de recherche        | $270   | $150   | $120       |
| Taxe d'examen            | $110   | $180   | $70        |
| Taxe de délivrance       | $755   | $240   | $515       |
| La taxe des 3,5 années   | $490   | $400   | $90        |
| La taxe des 7,5 années   | $1240  | $900   | $340       |
| La taxe des 11,5 années  | $2,055 | $1,850 | $205       |
| TOTAUX                   | $5,085 | $3,790 | $1,295     |

### Les changements de pratique de l'USPTO
- Autorité d'établissement des taxes.  L’USPTO est autorisé à ajuster ses tarifs de manière à recouvrer "globalement" les coûts estimés de ses activités[9].
- Examen du réexamen inter partes. L'appel direct au circuit fédéral est la seule possibilité de contrôle juridictionnel dans les affaires de réexamen inter partes.
- Installations supplémentaires de l'USPTO. Établit des bureaux satellites supplémentaires de l'USPTO, le premier à être situé à Detroit, dans le Michigan.
- Soumission par des tiers de l'état de la technique. Les tiers peuvent soumettre l’état de la technique à une demande publiée, si l’état de la technique est présenté avant la plus tardive des dates suivantes : la date de mise à la poste de la première action effectuée par un office ou six mois après la publication.

## Histoire législative
Le sénateur Patrick Leahy (D-VT) a présenté le projet de loi similaire Modèle:USBill au Sénat des États-Unis le 25 janvier 2011, avec sept co-sponsors (également membres du Comité judiciaire ) qui comprennent les sénateurs Coons (D-DE), Grassley ( R-IA), Hatch (R-UT), Klobuchar (D-MN), Kyl (R-AZ), Lieberman (I-CT) et Sessions (R-AL).  Le projet de loi a été approuvé à l'unanimité par la commission judiciaire et le 8 mars 2011, par le Sénat américain , par 95 voix contre 5.  HR 1249: adopté par le Comité judiciaire de la Chambre le 14 avril 2011, par 32 voix contre 3.  
La Chambre des représentants a adopté sa version de la loi ( Modèle:USBill ) le 23 juin 2011, par 304 voix contre 117, avec soixante-sept républicains et cinquante démocrates votant contre.   Le 8 septembre 2011, le Sénat a approuvé la version de la Chambre par un vote bipartite de 89 voix contre 9.  Le 16 septembre 2011, le président Barack Obama a promulgué le projet de loi lors d'une cérémonie à l'école secondaire Thomas Jefferson pour les sciences et la technologie dans le nord de la Virginie. 

### Débat politique
Les partisans du projet de loi ont fait valoir qu'il pouvait même créer un terrain de jeu en supprimant les trucs qu'un contrefacteur bien financé pouvait actuellement utiliser contre une startup possédant une technologie brevetée. 
Les partisans du projet de loi ont laissé entendre que les entreprises technologiques sont soumises à une vague sans précédent de poursuites en matière de brevets, qui freinent l'innovation et créent un système de brevets surchargé et léthargique.  Les défenseurs de l'America Invents Act ont fait valoir que cela créerait des emplois, renforcerait l'innovation, rationaliserait le système de brevets, réduirait le nombre de litiges en matière de brevets et maintiendrait la compétitivité des États-Unis à l'échelle mondiale. [réf. nécessaire]
Les opposants au projet de loi ont affirmé qu’il aboutirait à des résultats similaires à ceux des systèmes de brevets d’autres pays sur lesquels le projet de loi est modelé - les opérateurs en place sur le marché seront mieux implantés, le taux de création d’entreprise démarrera à un niveau comparable à celui d’autres pays, Le capital de risque tombera au niveau d'autres pays, comme décrit dans la section Impact des modifications ci-dessous.  Une start-up qui s'appuie sur des brevets pour se protéger du risque concurrentiel perdrait, en vertu de la LAI, les protections du régime précédent pour rassembler la capitale, des partenaires stratégiques et du temps pour la recherche et le développement. La start-up, exposée au risque de copie par un acteur établi sur le marché, ne sera pas en mesure d'attirer du capital-risque et manquera donc des ressources financières nécessaires pour commercialiser son invention et développer son entreprise. L'affaiblissement de la protection par brevet diminue les incitations à l'investissement et au développement.  
En outre, les opposants au projet de loi ont souligné que les révisions proposées ouvrent davantage de possibilités aux contrefacteurs présumés et affaiblissent les droits des titulaires de brevets    et que la réforme des brevets devrait rester aux mains du système judiciaire. Les opposants soutiennent que la réforme des brevets devrait être limitée aux réformes administratives de l'USPTO. Le temps, les efforts et l'argent qui seront dépensés après la publication de la LAI dans le cadre de l'examen inter partes et après examen des demandes de subvention seraient mieux utilisés pour améliorer l'examen initial.   Selon Taraneh Maghame, avocate spécialisée dans les brevets et spécialiste du réexamen, «il serait peut-être plus facile de résoudre le problème posé par le processus de réexamen si des brevets de qualité sont délivrés en premier lieu».

#### Premier inventeur à déposer et délai de grâce
Les défenseurs de l'AIA ont fait valoir que cela simplifierait le processus de demande et permettrait de mieux harmoniser le droit américain des brevets avec le droit des brevets d'autres pays, dont la plupart fonctionnent selon le système du "premier déposant". Les défenseurs ont également affirmé que cela éliminerait les procédures coûteuses en matière d'ingérence engagées à l'USPTO  et réduirait les désavantages des demandeurs américains lorsqu'ils cherchent à obtenir des droits de brevet hors des États-Unis. 
Les opposants ont affirmé qu'un système de « premier inventeur à déposer » favorisait les grandes entreprises dotées de procédures de brevetage internes bien établies, des comités des brevets et des avocats internes, au détriment des inventeurs de petites entreprises. Ils ont affirmé que la loi n'affaiblirait la protection par brevet qu'en Amérique. Les opposants ont également fait valoir que cela entraînerait (i) la perte des droits de brevet en raison d’un nouvel état de la technique publié après la date de l’invention, mais avant la date de dépôt, s'il n'y avait pas de délai de grâce, (ii) l'affaiblissement de la période de grâce actuel, de manière que les inventeurs n'en auraient plus, (iii) le remplacement des « interférences » par des procédures de dérivation coûteuses, généralement plus onéreuses que les interférences  (iv) la création d'une « course à l'office des brevets » avec chaque nouvelle idée , ce qui augmente le nombre de demandes de brevet déposées, les coûts afférents à des honoraires d'avocat et le détournement du personnel de l'entreprise à la préparation de la demande de brevet, (v) l'augmentation de l'examen des arriérés à l'USPTO , [réf. nécessaire] (vi) la non-réduction des coûts d'acquisition de brevets par les déposants américains en dehors des États-Unis, et (vii) la diminution de la qualité moyenne des brevets.      
Il a été constaté que le nouveau régime proposé se comporte davantage comme un type nouveau et unique de système de brevets comportant les caractéristiques des régimes du FTI et du FTF, plutôt que comme un système harmonisé partageant les caractéristiques des deux.  
Les opposants ont souligné que, selon le « Premier inventeur », une entreprise disposant de ressources importantes pourrait choisir de pratiquer le "premier-déposant", simplement en se rendant au bureau des brevets dès que chaque invention serait conçue, éliminant ainsi le besoin de conserver des traces de conception. Certains ont souligné que les changements font passer les États-Unis d'un système de «premier concepteur» à un «premier à mettre en œuvre».  Entre-temps, une entreprise aux ressources limitées pourrait toujours utiliser le logiciel Premier inventeur, uniquement pour le dépôt de brevets importants après l'obtention du financement. Sous le "premier (inventeur) à déposer", l'inverse n'est pas vrai : toutes les parties, quelles que soient leurs ressources, doivent adhérer à la “course à l'office des brevets”. Cela place les petites entités extrêmement désavantagées par rapport aux grandes. 
De nombreux commentateurs ont soulevé la question de savoir si le passage au FTF serait constitutionnel.  La section 8 de l’article premier de la Constitution dispose: «Promouvoir le progrès de… arts utiles, en garantissant un temps limité.  .  .  Inventeurs le droit exclusif à leurs respectives.  .  . découvertes."  Le terme "inventeur" signifie "le premier à inventer".  L'argument des commentateurs a généralement pris cette forme en deux parties: (1) "Inventer" signifie "créer quelque chose qui n'a jamais existé auparavant". (2) Par conséquent, selon les définitions standard de notre langage, l'adoption du FTF nécessiterait une modification de la constitution.  Tous les articles évalués par des pairs publiés dans des revues savantes ont rencontré ce problème ou des problèmes similaires. Pour cette raison, le nouvel AIA n'est pas un premier à déposer, mais un système de "premier inventeur à déposer". Cela élimine entre deux parties, chaque analyse rétrospective, d'invention de manière indépendante d'arguments obscurs venant "d'inventeur".  Au lieu de cela, il récompense ceux qui inventent, puis déposent d’abord. 
Le Canada est passé de FTI à FTF en 1989 et a subi un "effet négatif mesurable sur les industries nationales et a faussé la structure de propriété des inventions brevetées au profit des grandes entreprises, des inventeurs indépendants aux petites entreprises".  

#### Contrôle judiciaire des décisions de réexamen
Les opposants ont souligné que la LAI contenait une disposition qui priverait les titulaires de brevets du droit d'obtenir un contrôle juridictionnel des décisions défavorables de l'USPTO lors de réexamens de brevets ex parte dans le cadre d'une action civile devant un tribunal de district - un droit qui existe depuis 35 USC. 35 U.S.C. § 306 35 U.S.C. § 306 / § 145 depuis le début du réexamen en 1980.  Ils ont fait valoir que l'abolition de ce droit laisserait le recours direct au circuit fédéral en tant que seul recours juridictionnel - un scénario intolérable pour les titulaires de brevets qui doivent s'appuyer sur des preuves qui n'étaient pas disponibles au cours de la procédure de recours administratif. Les opposants ont fait valoir que cette disposition exacerberait les abus de réexamen ex parte en créant un conflit sans précédent autour des tribunaux fédéraux de district dans potentiellement tous les litiges en matière de brevets. Ils ont averti que les auteurs présumés d'infractions déposeraient simplement des demandes de réexamen ex parte auprès de l'USPTO et recevraient une décision finale de l'agence soumise uniquement à une révision du circuit fédéral, en contournant essentiellement les tribunaux fédéraux.  Les opposants craignaient que, vu la déférence que le circuit fédéral devait accorder à l’agence ( Zurko ), un grand nombre d’ infracteurs présumés / présumés choisiraient cette nouvelle voie favorable pour contester un brevet, écrasant ainsi l’USPTO, causant des retards beaucoup plus longs dans le réexamen et retardant la droits de brevet depuis des années. 

#### Opposition post-délivrance
Les avocats ont fait valoir que le fait de permettre la contestation d'un brevet au cours de la première année suivant la délivrance ou la réémission d'un brevet améliorerait la qualité du brevet en permettant les intrants de tiers. Les opposants notent que : a) le contrôle inter partes prévu par le projet de loi  permet à un tiers de contester la validité de toute revendication d'un brevet * après * la première année ; (b) les ré-examens sont en fait utilisés, non pas comme une alternative au litige, mais plutôt comme un complément au litige.  Au cours de l'exercice 2008, 62% des réexamens inter partes en cours et 30% des réexamens ex parte étaient simultanément en instance ;  c) les sociétés prédatrices peuvent former et opposent plusieurs oppositions postérieures à la délivrance de subventions contre des entreprises en démarrage dans le but d’infliger des difficultés financières et ont ainsi réussi à obtenir des contrats de licence et d’achat de brevets à des conditions favorables ;  d) le processus inter partes existant dans une affaire contestée prend désormais entre 34 et 53 mois pour un réexamen sans recours (en supposant que l'office des brevets n'effectue pas de «re-travaillage» et qu'il n'existe pas de recours secondaires devant le BPAI, le circuit fédéral ou Cour suprême) et de 5 à 8 ans pour les affaires en appel. Lorsque le Congrès a créé un réexamen inter partes, il a demandé à l'USPTO de procéder à ces réexamens avec "dépêche spéciale".   Le projet de loi élargit la procédure inter partes existante en ajoutant un interrogatoire préalable et une audience devant le Tribunal de première instance et d'appel des brevets.  Par conséquent, en vertu du projet de loi, la procédure interpartes sera probablement plus pendante bien que la législation exige une peine de 18 mois;  et (e) le projet de loi exige quasiment qu'un tribunal fédéral de district suspende une action en contrefaçon de brevet en attendant un réexamen entre parties. En raison des coûts énormes et de la longue durée de la procédure de réexamen entre parties, l’octroi d’une suspension de la procédure dans le cadre d’une action en contrefaçon en instance pourrait en réalité "terminer la partie" pour le titulaire du brevet.  
L’examen postérieur à la subvention n’est disponible que si le challenger n’a pas encore engagé de procédure civile devant un tribunal de district.  La procédure d’examen postérieur à la délivrance doit être conduite par la Commission de première instance et d’appel en matière de brevets, qui remplacera la Commission d’appel en matière de brevets et d’interférences le 16 septembre 2012 pour les procédures débutant à compter de cette date.  Les procédures postérieures à la révision peuvent être clôturées soit par règlement, soit par décision de la Commission.  Il existe également une préclusion liée au challenger à l'USPTO, aux tribunaux de district et à la Commission du commerce international (ITC) pour avoir invoqué la nullité pour tout motif qui aurait pu être raisonnablement soulevé lors de l'examen postérieur à l'octroi. 

#### Impact des changements
Le recours au réexamen ou à la menace de son utilisation dans les litiges en contrefaçon de brevet est courant.  «[L] 'idée générale du processus de réexamen est devenue la règle plutôt que l'exception.  Il semblerait que ce soit devenu une "procédure standard" qu'un défendeur dans un litige en matière de brevets "adopte une position agressive en disant qu'il envisage de demander un réexamen du brevet en instance ou même de tous" des brevets du demandeur.  La menace de réexamen est ensuite utilisée comme levier dans les négociations de licence, intimidant les titulaires de brevets pour qu'ils règlent à l'amiable des montants inférieurs à ceux auxquels la valeur de leurs brevets pourrait donner droit. ”   Les demandes de réexamen émanant de sociétés accusées de contrefaçon de brevet ont récemment plus que triplé.   "Ironiquement, le Congrès voulait que le processus de réexamen ait l'effet inverse:" Le réexamen d'un office de brevets réduira considérablement, voire mettra fin, à la menace que des frais de justice soient utilisés pour "faire chanter" de tels détenteurs de brevets en permettant des contrefaçons de brevet ou être obligés de concéder des licences pour leurs brevets moyennant des frais nominaux ".  
Les critiques ont fait valoir que l’AIA empêcherait les entreprises start-up, source majeure d’inventions, de mobiliser des capitaux et de commercialiser leurs inventions.  En règle générale, un inventeur aura une conception suffisante de l’invention et disposera des fonds nécessaires pour déposer une demande de brevet uniquement après avoir reçu un capital d’investissement.  Avant de recevoir un financement des investisseurs, l’inventeur doit avoir déjà conçu l’invention, prouvé sa fonctionnalité et effectué une étude de marché suffisante pour proposer un plan d’affaires détaillé.  Les investisseurs examineront ensuite le plan d'entreprise et évalueront le risque concurrentiel, qui est intrinsèquement élevé pour les nouvelles entreprises en tant que nouveaux venus sur le marché.   Les opposants au projet de loi ont affirmé que, si le projet de loi devenait loi, le financement du capital-risque serait détourné vers des investissements moins risqués. 
Les partisans du projet de loi ont fait valoir que la révision de l'opposition après la délivrance et de l'ingérence aiderait les inventeurs américains.  Ils ont souligné qu'un brevet qui a survécu à un examen post-délivrance sera plus fort qu'un autre brevet sans.  Aucune des deux parties n'a mis en avant un équilibre coûts-avantages montrant que la force supplémentaire de ces brevets compenserait la perte d'accès au capital-risque, bien que les investisseurs en capital de risque qui se sont opposés sur le solde probable aient conclu que l'examen post-délivrance réduirait l'accès au capital plus que cela augmente la force du brevet.  
Les promoteurs ont également fait valoir que la Loi offrait de nombreux avantages aux petites entreprises, tels que l'examen accéléré des brevets, les réductions de taxes et l'élargissement des droits des utilisateurs antérieurs. 

#### Autres issues
Les critiques du projet de loi ont exprimé leur inquiétude, à savoir que l'administration avait été guidée par les mêmes personnes qui avaient déjà fait pression pour une réforme des brevets au nom d'IBM et de Microsoft, et que leurs nominations constituaient une violation de "l'interdiction de la porte tournante " de l'administration Obama.  Le directeur de l'USPTO , David Kappos, représentait IBM. Marc Berejka (conseiller principal en politiques, Bureau du secrétaire, département du Commerce des États-Unis) a fait pression au nom de Microsoft et le secrétaire au Commerce, Gary Locke, à qui l'USPTO s'est présenté jusqu'à ce que Locke soit nommé ambassadeur en Chine. Le 1er août 2011 a également des liens étroits avec Microsoft.  
Les opposants ont dit craindre que le projet de loi ne conduise les États-Unis à perdre leur position de leader en matière d'innovation, en particulier en raison des conséquences néfastes pour les petites entreprises, qui n'étaient pas représentées dans les négociations qui ont abouti à ce projet de loi. De plus, les critiques se sont plaintes que ce projet de loi ne ferait pas assez pour empêcher les «entités ne mettant pas en œuvre » de se livrer à des comportements soi-disant excessivement agressifs.  
Les critiques ont souligné que le nouveau projet de loi ne résout pas le problème criant qui continuera apparemment d'exister dans le nouveau système: l'arriéré considérable de demandes de brevet existantes.  Au lieu d’embaucher plus d’examinateurs pour traiter cet arriéré, ".  .  .  Le Congrès a choisi de multiplier les procédures de règlement extrajudiciaire des litiges à l'Office, ce qui donne plus de travail au bureau sans garantie de plus d'argent. Le résultat a été un fouillis et une opportunité manquée."

### Amendements

#### HR9 (Loi sur l'innovation)
En mai 2015, le comité judiciaire de la Chambre a approuvé à l'unanimité l'avancement de la loi bipartite sur l'innovation pour un examen ultérieur au Sénat et à la Chambre.  HR9 est destinée à modifier le titre 35 du Code des États-Unis et la loi Leahy-Smith America Invents pour apporter des améliorations et des corrections techniques.  Ce projet de loi vise en particulier à réduire le nombre de trolls de brevets , les longs litiges en matière de propriété intellectuelle et les tentatives frivoles de titulaires de brevets en limitant les examens post-délivrance .  La Loi sur l'innovation modifierait également les exigences en matière de taxes, entre autres modifications, afin de responsabiliser financièrement le demandeur pour de telles tentatives, qui sont souvent considérées comme des extorsions plutôt que des litiges sur la revendication de brevet fondés sur des considérations techniques.  En février 2016, le Comité sénatorial des petites entreprises et de l'entrepreneuriat a tenu une audience sur HR9 et l'a également approuvé pour examen. 

#### S.1137 (Loi sur les brevets)
En juin 2015, le comité a également approuvé la loi sur les brevets aux fins d'avancement à la Chambre et au Sénat après une session de balisage .  Le S1137 est également un amendement envisagé à la loi américaine sur les inventions et a un objectif similaire à celui de HR9 en abordant la divulgation d'intérêts financiers et de détails techniques par le titulaire du brevet.  Le projet de loi obligerait les titulaires de brevets à fournir des informations spécifiques sur le type de revendication de brevet et son extension avant de poursuivre en justice devant un tribunal de district. 

## Contestation judiciaire
Dans Madstad Engineering Inc. v. USPTO, appel n ° 2013-1511 (Fed.  Cir.  1er juillet 2014), la demanderesse a contesté la constitutionnalité de la loi en imposant un fardeau indu à leur entreprise.  Plus précisément, le demandeur a dû renforcer la sécurité informatique autour d'inventions potentielles afin d'empêcher les pirates de voler de la propriété intellectuelle en raison de la disposition relative au premier déposant, plaidant en faveur "d'une grande partie de la propriété intellectuelle d'aujourd'hui ... est créée ou stockée sur des ordinateurs, pratiquement qui sont connectés à Internet.  .  .  Puisque la [AIA] ne se préoccupe plus de la qualité d'inventeur, la nouvelle loi rend attrayant et rentable pour les pirates informatiques qui volent la propriété intellectuelle et la classent comme leur propriété ou la vendent au plus offrant. "  Le tribunal a estimé que Madstad n'avait pas qualité pour agir en l'absence d'une preuve concrète de préjudice et a classé l'affaire, mais a réaffirmé sa suprématie sur les affaires de droit des brevets sans aborder la constitutionnalité de la disposition du premier déposant de la loi. 